# Josep Betriu i Tàpies
Josep Betriu i Tàpies és un empresari català nascut a Oliana (Alt Urgell) l'any 1917, germà de Francesc Betriu, un altre empresari important a la zona. Josep Betriu és conegut principalment per construir l'aeroport de la Seu d'Urgell, aeroport que va pertànyer a la família Betriu fins a la compra dels terrenys per part de la Generalitat de Catalunya per reobrir-lo.
A finals de la dècada de 1960 va triomfar en el món dels negocis a Andorra, centrat en el sector de l'automòbil. Donades les deficiències en transport terrestre a la zona va tindre la idea d'utilitzar el transport aeri per permetre un major desenvolupament econòmic a la regió urgellenca i andorrana. Així doncs va impulsar la construcció de l'aeroport, quelcom inèdit a Espanya i que ni tan sols existia legislació al respecte.